# KazSat-2
КазСат-2 (KazSat-2) — космический аппарат фиксированной спутниковой связи Республики Казахстан. Обеспечивает работу базовых станций мобильной связи, спутниковых каналов связи для нужд государственных органов, национальных компаний и частных организаций, а также телевизионное вещание на территории всей страны. 
Запуск космического спутника КазСат-2 произведён 16 июля 2011 года с космодрома Байконур. Точка стояния на ГСО 86,5° в. д. По заявлению Республиканского центра космической связи, зона обслуживания КА «КазСат-2» включает всю территорию Республики Казахстан, территорию стран Центральной Азии и центральной части России с неравномерностью не более 3 дБ.
Как считают казахстанские специалисты, новый спутник связи решит все проблемы, связанные с информационным обеспечением в Республике Казахстан. Для Казахстана аренда зарубежных (не являющихся собственностью казахстанских операторов) спутников связи обходится очень дорого. «КазСат-2» сможет расширить круг информационных услуг, «КазСат-2» способствует работе электронного правительства, интернета и мобильной связи.

## История разработки
В 2006 году с ГКНПЦ им. Хруничева был подписан контракт по созданию и запуску второго национального спутника связи «КазСат-2».
1 мая 2009 года Талгат Мусабаев сообщил, что создано совместное предприятие, подготовлен контракт на запуск строительства сборочного испытательного комплекса в Астане, поручены архитектурно-планировочные задания. Проведены инженерно-геодезические работы, совещания с генеральным партнером — французской компанией «ИДС Астриум».
21 мая 2009 года Путин и Масимов провели совещание в Астане.
22 сентября 2009 года — запуск «КазСат-2» запланирован на декабрь 2010 года.
10 июля 2011 года Премьер-Министр Республики Казахстан Карим Масимов через свой твиттер-аккаунт объявил о том, что запуск спутника будет транслироваться казахстанскими блогерами в режиме реального времени.
Запуск космического спутника «КазСат-2» произведён 16 июля 2011 года с космодрома Байконур.
Стоимость создания и запуска спутника составила 115 млн долларов.
В 2024 году эксплуатация спутника «KazSat-2» была продлена до конца 2026 года.

## Характеристики спутника
- Масса КА на орбите 1330 кг
- Срок существования 12,25 лет
- Технический ресурс 14,5 лет
- Точность ориентации КА при работе БРТК 0,1 град
- Точность поддержания КА по долготе и широте ±0,05 град
- Средство выведения на рабочую орбиту (попутное выведение) РН «Протон-М» с РБ «Бриз-М»[8]

### Ретранслятор
- Количество стволов ретрансляции 20 (16 активных, 4 резервных)[9], из них:

фиксированной связи 12
телевизионных 4
- Диапазон частот Ku
- Полоса пропускания стволов 54 МГц
- Масса 215 кг
- Номинальное энергопотребление 1800 Вт

## Бортовая аппаратура
На борту спутника установлена следующая аппаратура:
| Подсистема                                           | Тип                                            | Производитель       |
| ---------------------------------------------------- | ---------------------------------------------- | ------------------- |
| Бортовая цифровая вычислительная машина              | Бортовое Вычислительное Устройство, 4 грани    | МОКБ «Марс»         |
| Бортовая аппаратура Контрольно-Измерительной станции | 3 комплекта с Программно-временным устройством | ОАО «РКС»           |
| Астродатчики                                         | «SED 26», 2 шт                                 | EADS «Astrium»      |
| Измеритель вектора угловой скорости                  | «Astrix 120», 1 шт                             | EADS «Astrium»      |
| Солнечный датчик положения                           | «BASS7», 2 шт                                  | EADS «Astrium»      |
| Комплекс управляющих двигателей маховиков            | КУДМ «Колер-Э»                                 | ОАО «НИИ КП»        |
| Солнечные батареи                                    | 3-х створ., 2 шт                               | ГНПП «Квант»        |
| Аккумуляторные батареи                               | 18 НВ-120, 2 шт                                | ОАО «Сатурн»        |
| Двигатели коррекции орбиты                           | СПД–70, 8 шт                                   | ОКБ «Факел»         |
| Корпус                                               | Изогридный                                     |                     |
| Полезная нагрузка                                    | БРТК (бортовой ретрансляционный комплекс), KU  | Thales Alenia Space |

## Страхование
После неудачи с «КазСат-1» были повышены требования к приёмке космического аппарата. Помимо этого был увеличен гарантийный срок его эксплуатации, в течение которого разработчик обязан осуществлять полный цикл контроля и управления космическим спутником в случае возникновения нештатных ситуаций.
«КазСат-2» был застрахован компанией «Казахинстрах», но сумма страховой сделки не была озвучена. До передачи спутника страхование осуществляла российская сторона.
За перенос даты запуска спутника «Центр им. Хруничева» выплатил компенсацию.

## Критика
Председатель национального космического агентства Талгат Мусабаев заявил, что выводы из истории с Казсат-1 сделаны. В документы внесены изменения и в случае форс-мажорных обстоятельств изготовителю придется нести ответственность.
Также Талгат Мусабаев сообщил о недовольстве специалистов Казкосмоса: «Наши специалисты, которые приезжают и принимают поэтапно создание данного спутника, находят всё больше ошибок и серьёзных изъянов в данной сложной технике, которые сегодня исправляются».
Спустя год после запуска ресурсы спутника используются на 35 %, многие операторы связи продолжают арендовать передающие мощности на иностранных космических аппаратах.

## Авария
31 марта 2017 года в 08:22, по времени Астаны, была зафиксирована нештатная ситуация с космическим аппаратом «KazSat-2», в результате которой временно потеряно управление спутником. 13 операторов связи и телевещания РК пользующихся ресурсами «KazSat-2» приостановили свою работу. АО «Казтелерадио» в связи со сложившейся ситуацией были осуществлены оперативные мероприятия по переводу приема телерадиопрограмм на аналоговую сеть вещания со спутника «KazSat-3».

## Замена орбитального сегмента
К 2023 году планировалась замена отслужившего «KazSat-2» на новый спутник «KazSat-2R», который будет работать в диапазонах C, Ku и Ka, а также обеспечивать доступ в сеть Интернет . 
Однако, в 2021 году министр цифрового развития Багдат Мусин предложил отказаться от создания нового отечественного «KazSat-2R» в пользу аренды и использования частот иностранных спутниковых группировок Starlink.